# Рудницький Іван-Теодор
Іва́н-Теодо́р Рудни́цький (20 лютого 1887, Бедриківці — 3 березня 1951, Гекстер, Німеччина) — український галицький громадський і військовий діяч, родом з-під Заліщиків на Тернопільщині. Доктор права (1925).

## Життєпис
Закінчив Львівський університет 1908 року. Працював нотаріусом у Бережанах.
Під час І-ї світової воював на італійському фронті, командант скорострільної сотні.
Діяч таємного Військового Комітету у Львові, який підготував перебрання влади від австрійської адміністрації у листопаді 1918 в Галичині, особисто перебрав командування корпусу у Львові. Сотник УГА військовий відпоручник диктатора Євгена Петрушевича у Відні, згодом у Празі (одночасно керівник УВО в Чехо-Словаччині). Деякий час член проводу УВО, 1925 вийшов з її лав.
Після повернення до Галичини 1927 адвокат у Львові, діяч УСДП, член керівних органів. Під час німецької окупації — діяч Українського Допомогового Комітету. 1944 року емігрував до Німеччини.
Помер у Гекстері (Німеччина). Його син — Леонід Рудницький — філолог, діяч української спільноти США.

## Нагороди
- Хрест «За військові заслуги» (Австро-Угорщина) 3-го класу з військовою відзнакою і мечами
- Бронзова медаль «За військові заслуги» (Австро-Угорщина) з мечами
- Військовий Хрест Карла